# Kilholz (Thalheim AG)
Kilholz ist ein Ortsteil in der Gemeinde Thalheim AG im Fricktal. Der Weiler wird vom Zeiherbach durchflossen und liegt geografisch gesehen bereits im Fricktal. 

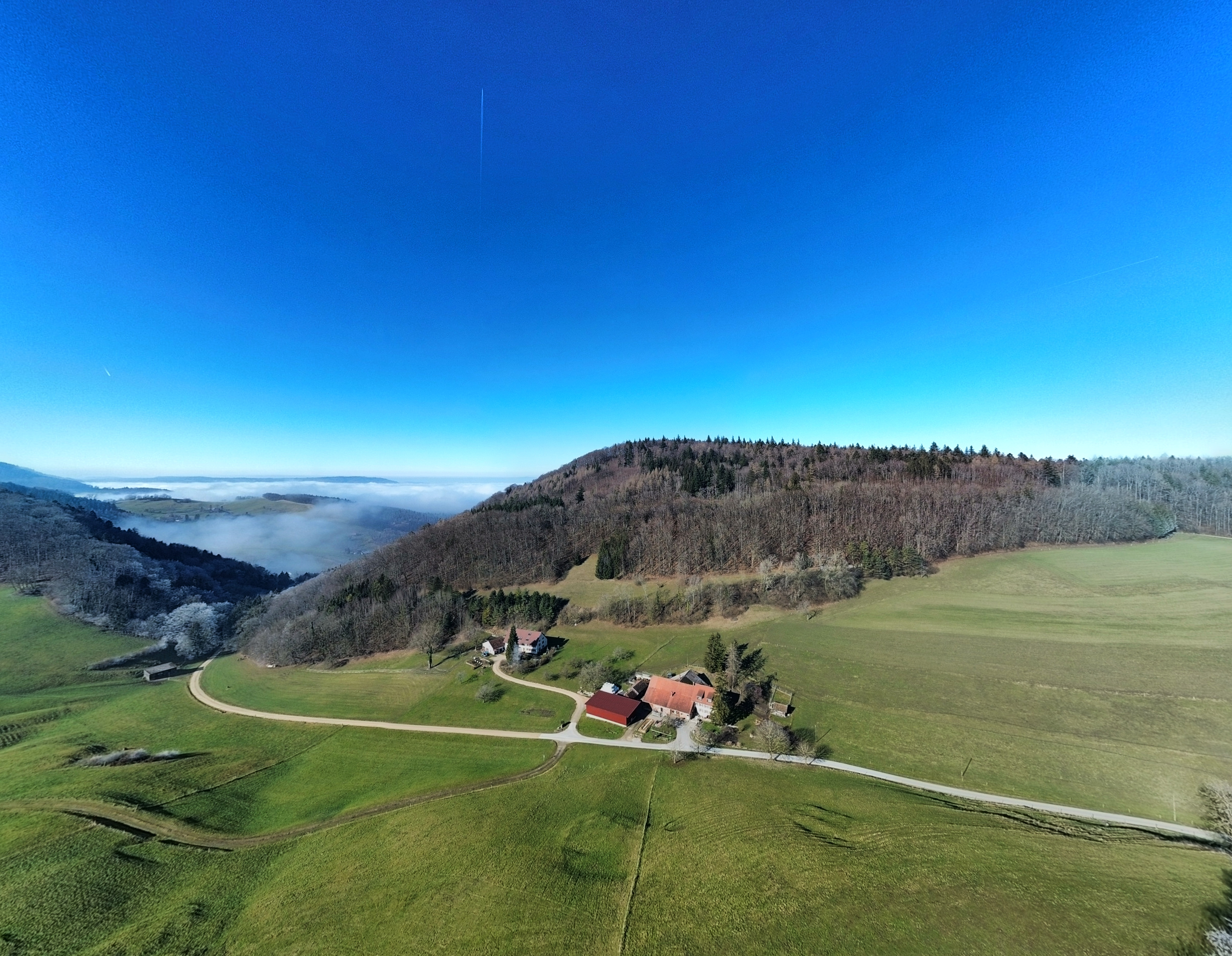
Drohnenaufnahme vom Kilholz, Blickrichtung Zeihen und Schwarzwald

## Geographie
Das Kilholz ist im oberen Bereich ein weites Tal mit dem gleichnamigen Weiler, welches im Norden vom Zeiher Homberg und im Süden von der Würz (Berg) begrenzt wird. Im unteren Teil wechselt das Terrain in eine enge Klus, welche dann bei Sulzbann Densbüren wieder in eine weite Fläche übergeht. Das Gebiet von Kilholz beträgt rund 1,2 km2 und ist etwa zur Hälfte bewaldet und zur anderen Hälfte landwirtschaftlich genutzt.

## Erschliessung
Die Erreichbarkeit von Kilholz erfolgt via Polenstrasse von Thalheim AG aus über den "Krützlipass" und von Zeihen aus über  die Talstrasse. Außerdem führt eine Straße entlang der Sissle zum Bahnhof Effingen und zur Autobahn, welche in sieben Minuten erreicht werden kann.

## Siedlung
Im Weiler Kilholz leben nur ein Dutzend Menschen. In der Vergangenheit hatte dieser Ortsteil mehrere Weiler, welche aber mit der Abwanderung oder einem Brand verschwanden.
Koordinaten: 47° 27′ N, 8° 6′ O; CH1903: 649639 / 255931